# Leisbach

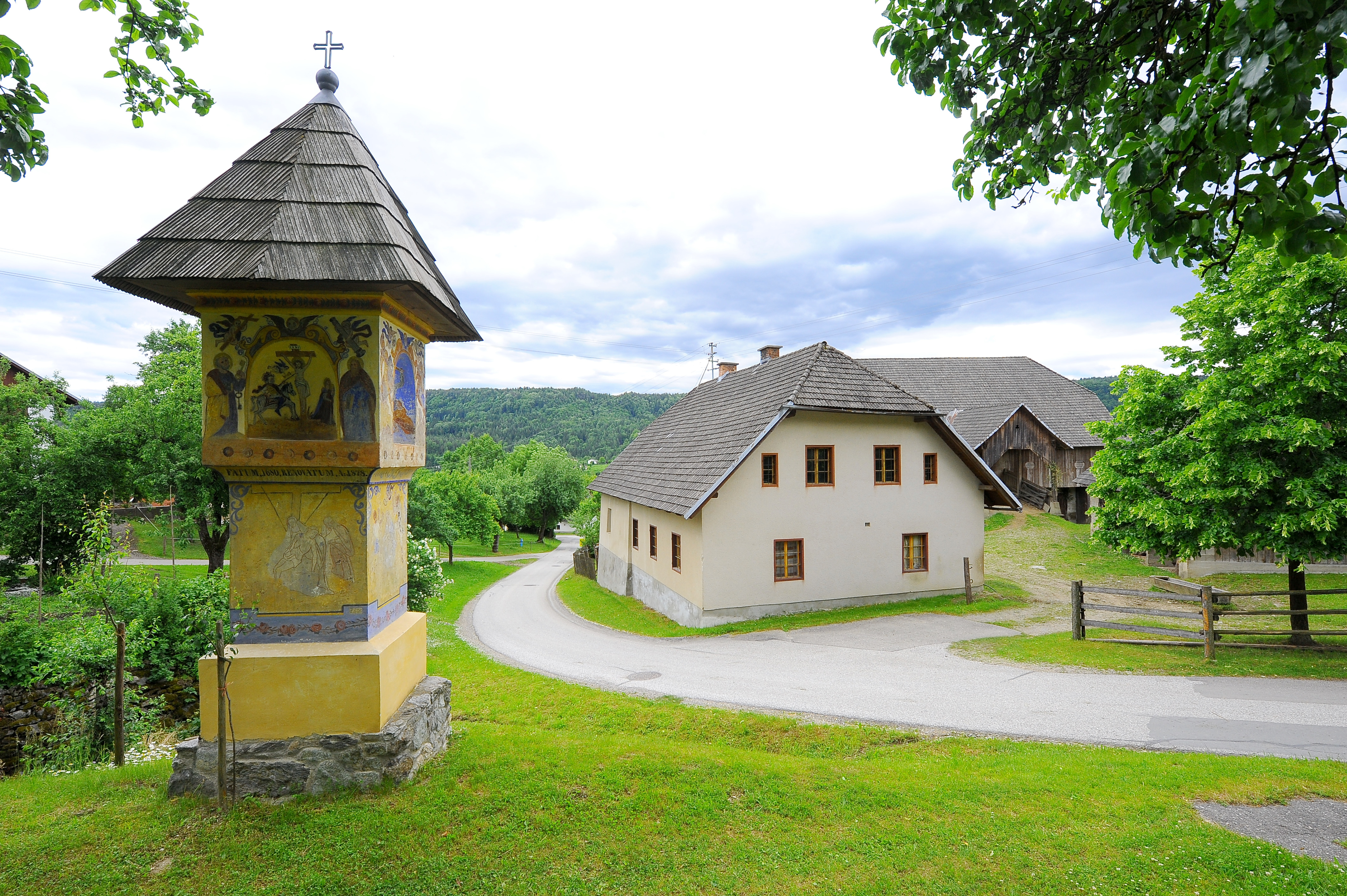
Polzerkreuz und „Pribos“-Hube

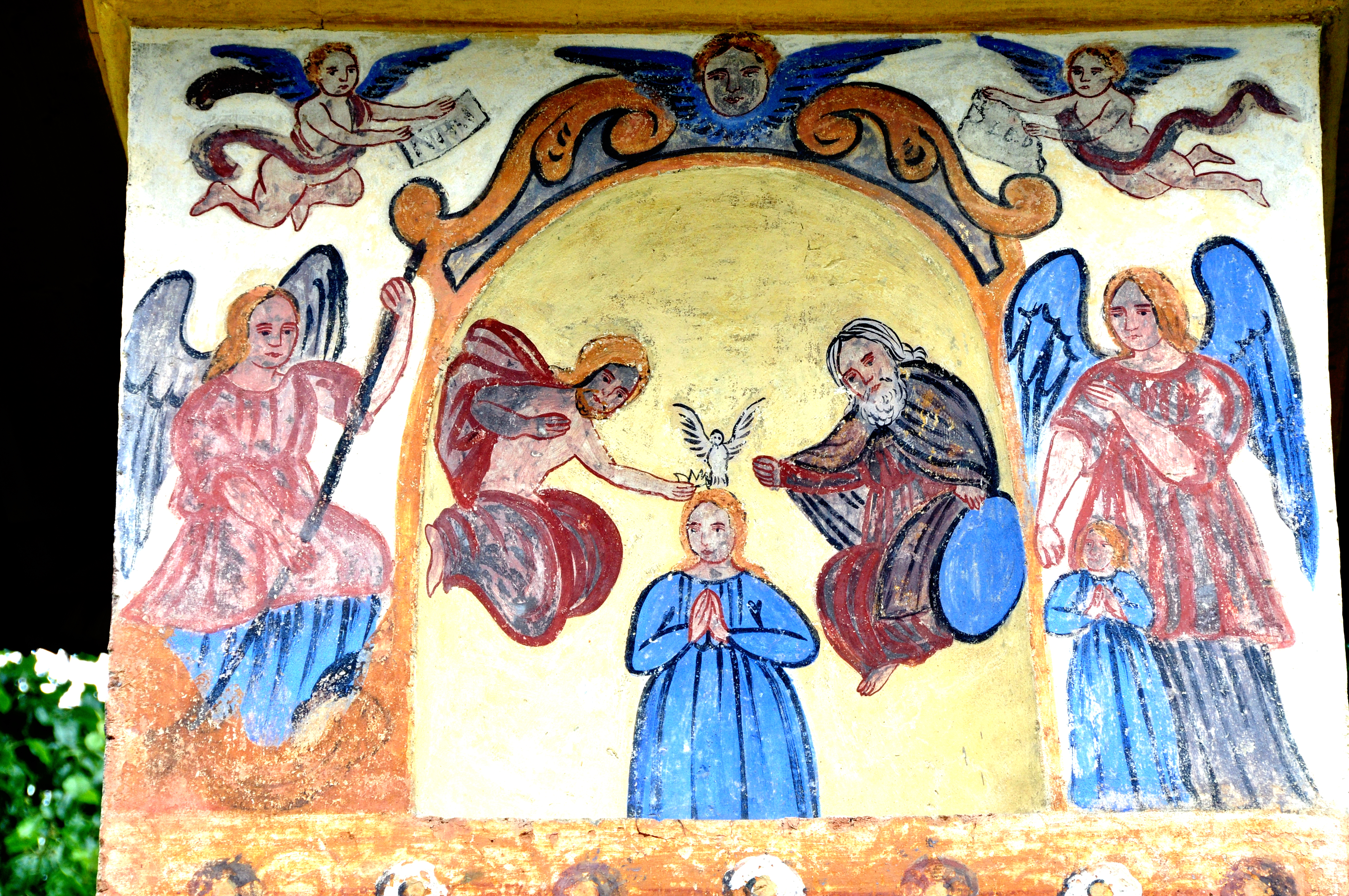
Detail vom Polzerkreuz: „Marienkrönung und Engel“

Leisbach (slowenisch Ležbe) ist ein Ortsteil von Keutschach am See, ca. 3 Kilometer östlich vom Ortskern Keutschach gelegen. Nachbarorte sind Pertitschach, St. Nikolai, Sekirn, Migoriach, Viktring und Reauz.

## Geografie
Der Ort hat 108 Einwohner (Stand 2024) und liegt in 535 m Seehöhe. Der Name „Leisbach“, erstmals belegt um 1150 als Lubesach, später Liubsnach, Lubesach u. a., geht auf einen slowenischen Personennamen (Ljubiš oder Ljubiga) zurück.

## Geschichte
Eine genaue Datierung der Besiedelung von Leisbach kann nicht vorgenommen werden, dürfte jedoch im 13. Jahrhundert stattgefunden haben. 1237 wurde die Pfarrkirche St. Georg zu Keutschach zuerst urkundlich erwähnt.

## Polzerkreuz
Auf einer Böschung im Ortskern steht ein bemerkenswerter Pfeilerbildstock mit schindelgedecktem Zeltdach und reicher volkstümlich barocker Bemalung (Marienkrönung und Engel). Das „Leisbacherkreuz“, wie es außerdem noch genannt wird, wurde vermutlich nach einem Hochwasser errichtet; laut Inschrift ist das Entstehungsjahr 1680. Restaurierungen gab es in den Jahren 1829, 1860 und 1878. Im Jahr 1994 erhielt das Kreuz eine Neueindeckung und die Wandflächen wurden restauriert.

## Bäuerliche Architektur

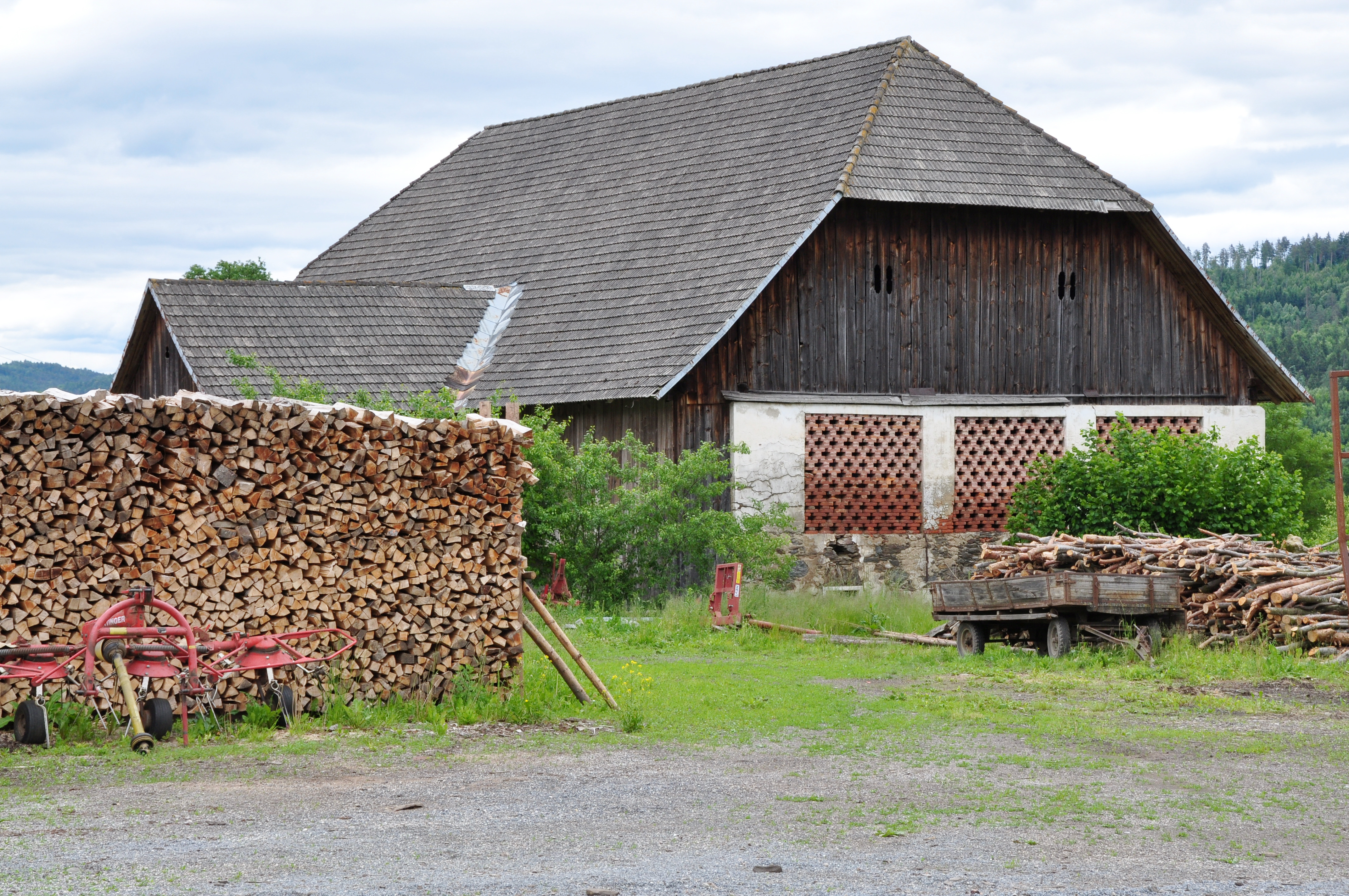
Leisbach 6, Wirtschaftsgebäude der „vulgo PRIBOS“-Hube
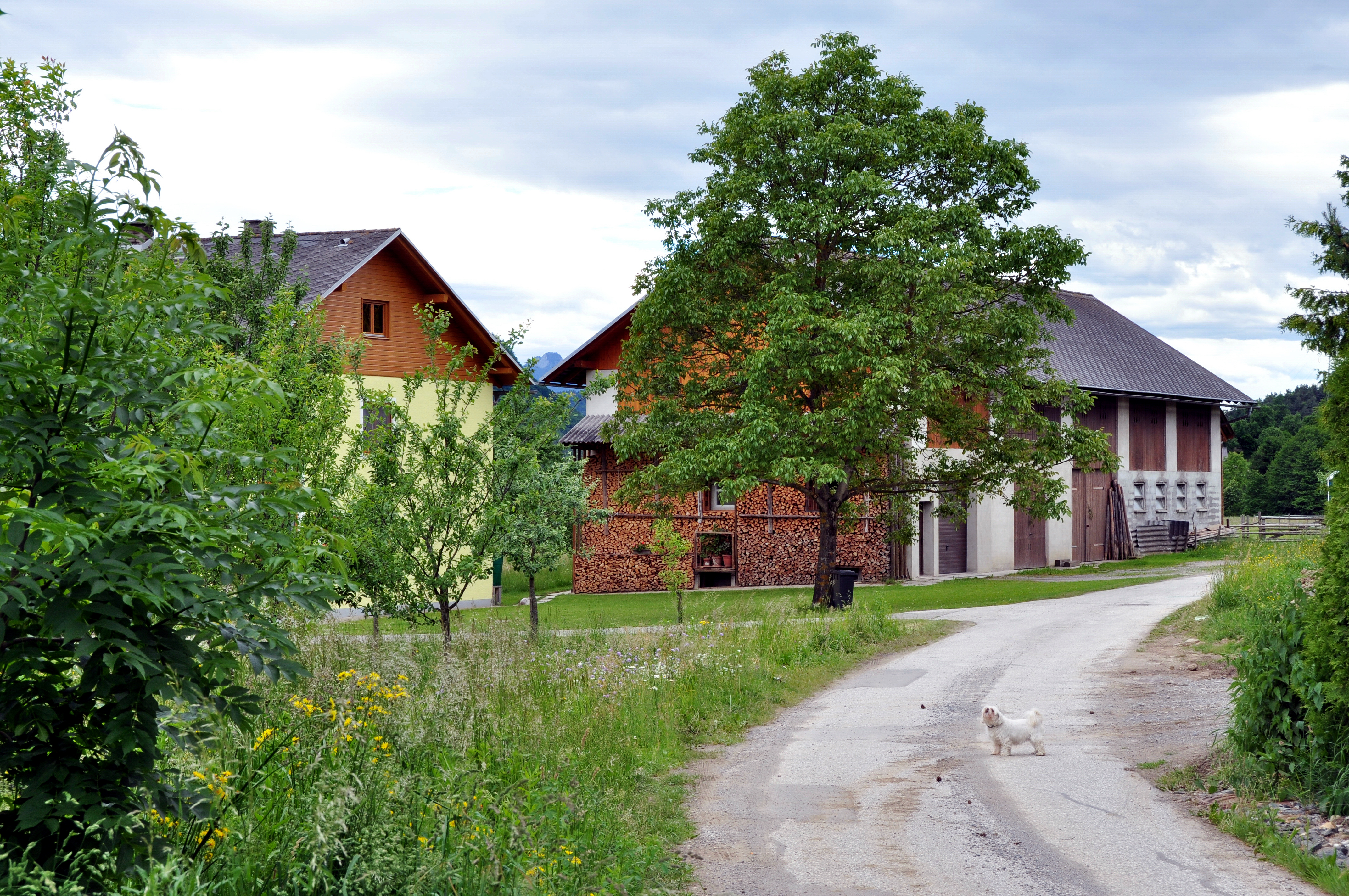
Leisbach 8, „vulgo LAPUSCH“-Hube
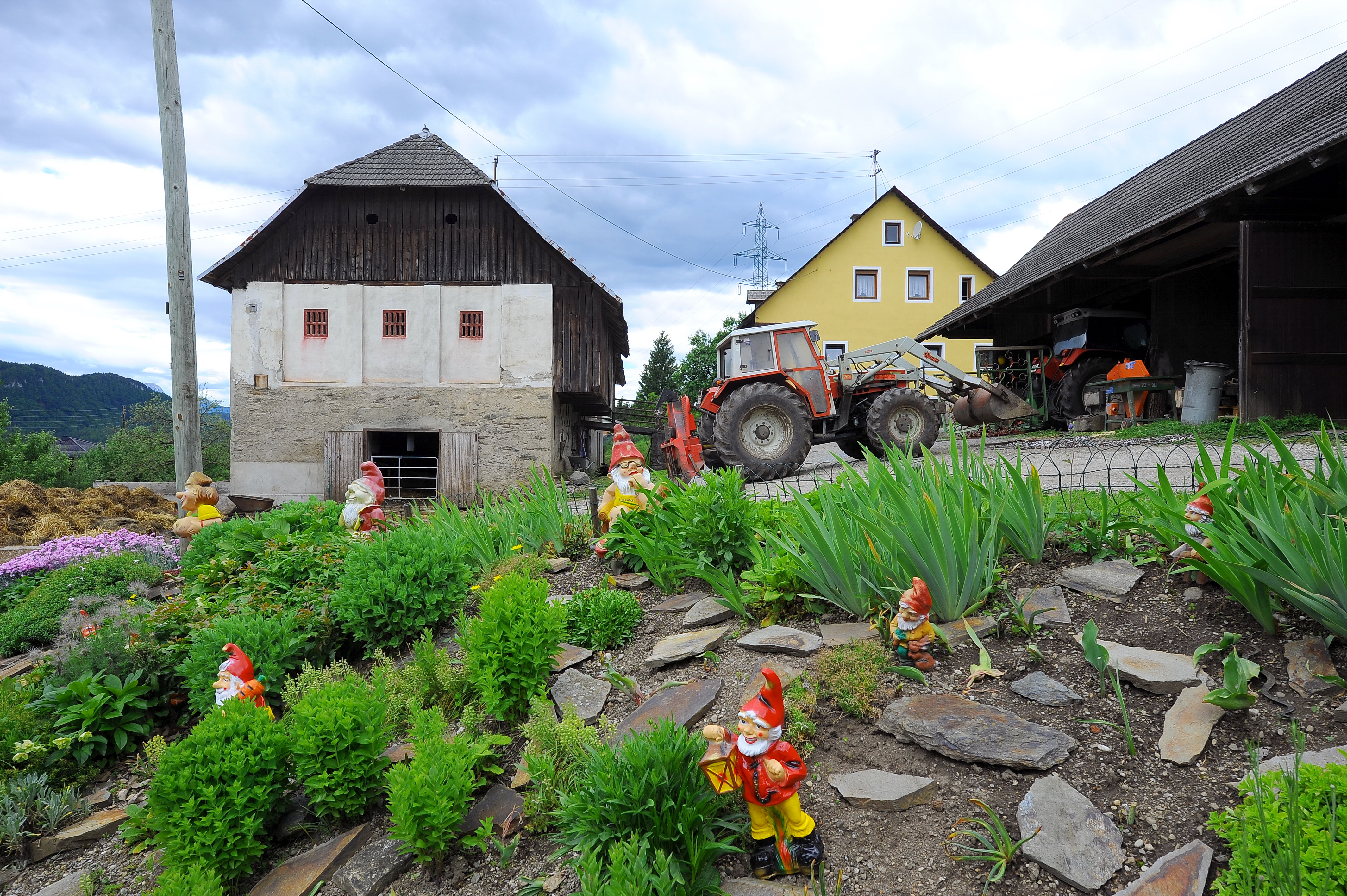
Leisbach 9, „vulgo DASETNIG“-Hube
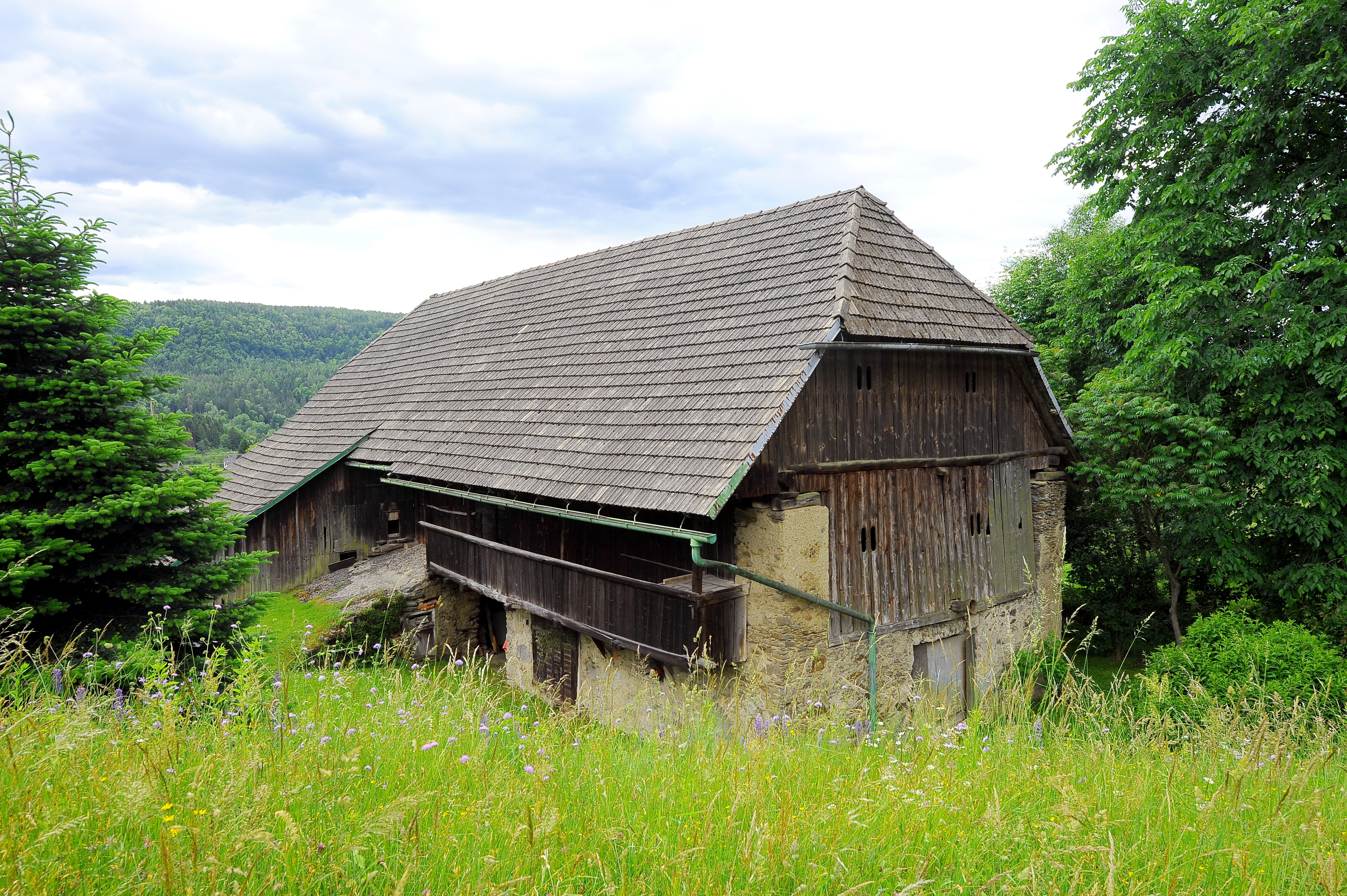
Leisbach 10, Wirtschaftsgebäude der „vulgo SETZ“-Hube

## Ortsansicht

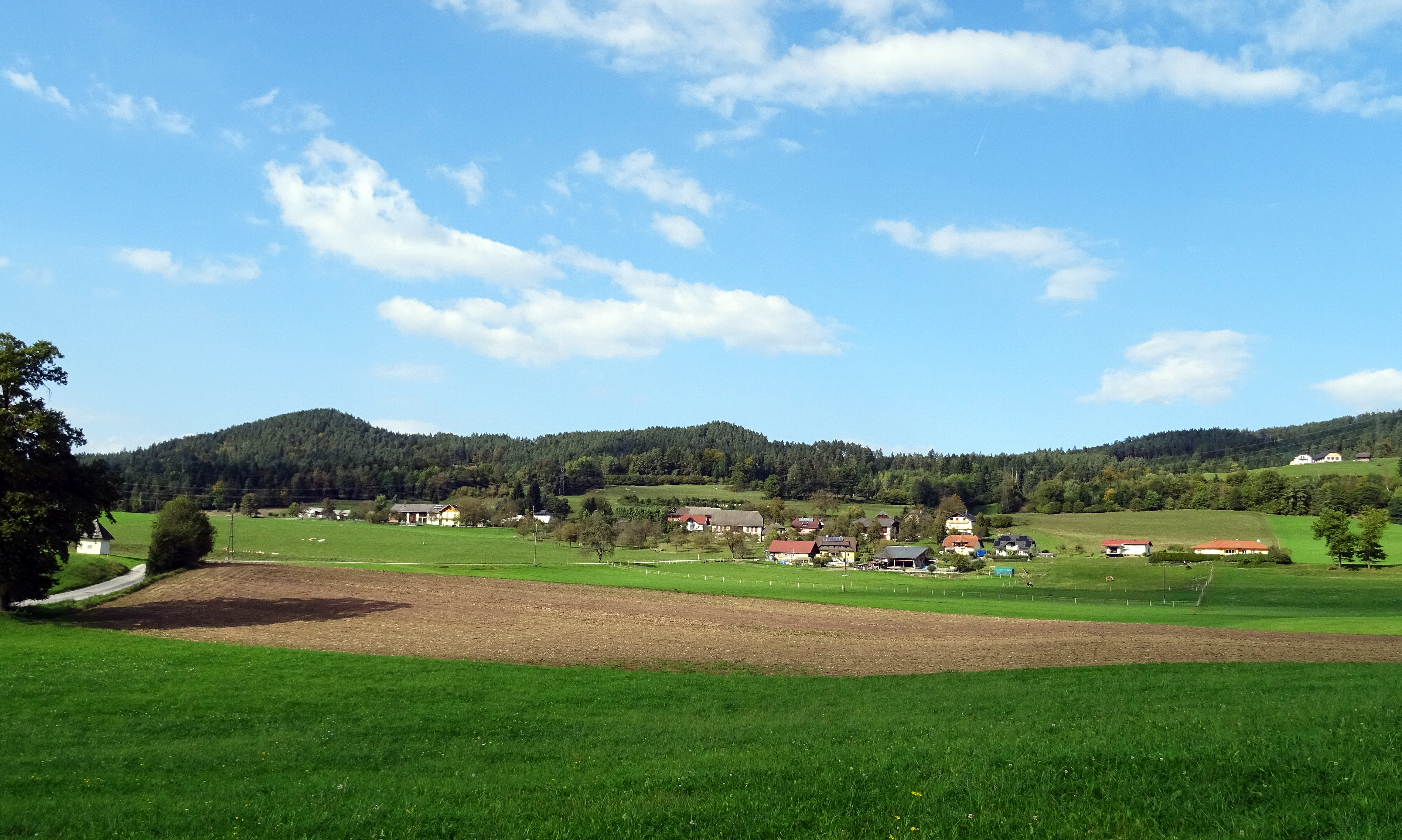
Leisbach Südansicht